# Овусу, Лерой
Лерой Овусу (нидерл. Leeroy Owusu; родился 13 августа 1996, Пюрмеренд, Нидерланды) — нидерландский футболист, защитник датского клуба «Оденсе».

## Клубная карьера
Овусу — воспитанник футбольной академии столичного клуба «Аякс». 11 августа 2014 года в матче против «Телстара» он дебютировал в Эрстедивизи за дублирующий состав. Летом 2016 года для получения игровой практики Лерой на правах аренды перешёл в «Эксельсиор». 6 августа в матче против «Твенте» он дебютировал в Эредивизи. В этом же поединке Лерой забил свой первый гол за «Эксельсиор». Летом 2017 года Овусу был отдан в аренду в «Алмере Сити». 18 августа в матче против НЕК он дебютировал за новую команду.
Летом 2023 года перешёл в датский «Оденсе», подписав трёхлетний контракт. 23 июля дебютировал в чемпионате Дании в матче против «Раннерса».

## Международная карьера
В 2015 году Овусу в составе юношеской сборной Нидерландов принял участие в юношеском чемпионате Европы в Греции. На турнире он сыграл в матчах против команд Испании и России.